# 時代の無双花
「時代の無双花」（ときのむそうか）は、佐藤ひろ美（佐藤裕美名義）の楽曲。畑亜貴が作詞、太田雅友が作曲を手掛けた。佐藤のメジャー7枚目、および通算14枚目のシングルとして2005年8月3日にLantisから発売された。

## 概要
前作「ハローグッバイ」からわずか10日後に発表されたシングル。
表題曲はテレビアニメ『機動新撰組 萌えよ剣 TV』のオープニングテーマとして使用された。畑亜貴が作詞を担当しており、佐藤への提供曲については『おねがい☆ツインズ』イメージアルバム『Esquisse』の収録曲2曲に続く3作目となる。

## チャート成績
初週1,567枚を売り上げ、2005年8月15日付オリコン週間シングルランキングで初登場85位を獲得した。チャート登場回数は2回。累計2,086枚のセールスを記録した。

## シングル収録内容
| #         | タイトル                          | 作詞      | 作曲      | 編曲      | 時間  |
| --------- | --------------------------------- | --------- | --------- | --------- | ----- |
| 1.        | 「時代の無双花」                  | 畑亜貴    | 太田雅友  | 藤間仁    | 3:54  |
| 2.        | 「三日月に帆を立てて」            | 上松範康  | 上松範康  | 上松範康  | 5:01  |
| 3.        | 「時代の無双花」(off vocal Ver.)  |           |           |           | 3:54  |
| 4.        | 「三日月に帆を立てて」(off vocal) |           |           |           | 5:00  |
| 合計時間: | 合計時間:                         | 合計時間: | 合計時間: | 合計時間: | 17:49 |

## 収録アルバム
| 曲名         | 収録アルバム                                      | 発売日        | 備考            |
| ------------ | ------------------------------------------------- | ------------- | --------------- |
| 時代の無双花 | 機動新撰組 萌えよ剣 TV オリジナルサウンドトラック | 2005年8月22日 | TV Sizeで収録。 |
| 時代の無双花 | Brilliant Moon                                    | 2007年5月25日 |                 |
| 時代の無双花 | 佐藤ひろ美 THE BEST -Sky Blue-                    | 2010年9月22日 |                 |